# 第三次安倍內閣 (第一次改組)
第三次安倍第一次改組内閣（日语：／ Daisanji Abe Daiichiji Kaizō Naikaku */?）是日本安倍晉三就任第97任內閣總理大臣（首相）後，自2015年10月7日至2016年8月3日組成的內閣。

## 概要
第三次安倍內閣的閣僚19人當中有9人留任。8人為首次入閣。新設「一億總活躍」特命擔當大臣一職，由加藤勝信擔任首任擔當大臣。
閣員平均年齡，比第三次安倍內閣年輕2.5歲。最年長的是副總理麻生太郎（75歲），最年輕的是環境大臣丸川珠代（44歲）。
山東派無人入閣，民間人也無人入閣。

## 國務大臣
| 職務                                                                                           | 姓名 | 姓名       | 所属                           | 特命事項等                                                               | 備註   |
| ---------------------------------------------------------------------------------------------- | ---- | ---------- | ------------------------------ | ------------------------------------------------------------------------ | ------ |
| 內閣總理大臣                                                                                   |      | 安倍晉三   | 眾議院 自由民主黨 （細田派）   |                                                                          |        |
| 財務大臣 內閣府特命擔當大臣 （金融擔當）                                                       |      | 麻生太郎   | 眾議院 自由民主黨 （麻生派）   | 擺脫通貨緊縮擔當 內閣總理大臣臨時代理 就任順位第1位（副總理）            | 留任   |
| 總務大臣                                                                                       |      | 高市早苗   | 眾議院 自由民主黨 （無派閥）   |                                                                          | 留任   |
| 法務大臣                                                                                       |      | 岩城光英   | 參議院 自由民主黨 （細田派）   |                                                                          | 初入閣 |
| 外務大臣                                                                                       |      | 岸田文雄   | 眾議院 自由民主黨 （岸田派）   | 內閣總理大臣臨時代理 就任順位第5位                                       | 留任   |
| 文部科學大臣                                                                                   |      | 馳浩       | 眾議院 自由民主黨 （細田派）   | 教育再生擔當 國立國會圖書館 聯絡調整委員會委員                           | 初入閣 |
| 厚生勞動大臣                                                                                   |      | 鹽崎恭久   | 眾議院 自由民主黨 （岸田派）   |                                                                          | 留任   |
| 農林水產大臣                                                                                   |      | 森山裕     | 眾議院 自由民主黨 （石原派）   |                                                                          | 初入閣 |
| 經濟產業大臣 內閣府特命擔當大臣 （原子能損害賠償支援機構擔當）                                 |      | 林幹雄     | 眾議院 自由民主黨 （二階派）   | 產業競爭力擔當 原子能經濟被害擔當                                        |        |
| 國土交通大臣                                                                                   |      | 石井啟一   | 眾議院 公明黨                  | 水循環政策擔當                                                           | 初入閣 |
| 環境大臣 內閣府特命擔當大臣 （原子能防災擔當）                                                 |      | 丸川珠代   | 參議院 自由民主黨 （細田派）   |                                                                          | 初入閣 |
| 防衛大臣                                                                                       |      | 中谷元     | 眾議院 自由民主黨 （谷垣集團） |                                                                          | 留任   |
| 內閣官房長官                                                                                   |      | 菅義偉     | 眾議院 自由民主黨 （無派閥）   | 沖繩基地負擔減輕擔當 內閣總理大臣臨時代理 就任順位第2位                  | 留任   |
| 復興大臣                                                                                       |      | 高木毅     | 眾議院 自由民主黨 （細田派）   | 福島核電站事故再生總括擔當                                               | 初入閣 |
| 國家公安委員會委員長 內閣府特命擔當大臣 （消費者及食品安全擔當） （規制改革擔當） （防災擔當） |      | 河野太郎   | 眾議院 自由民主黨 （麻生派）   | 行政改革擔當 國家公務員制度擔當                                          | 初入閣 |
| 內閣府特命擔當大臣 （沖繩及北方對策擔當） （科學技術政策擔當） （宇宙政策擔當）                |      | 島尻安伊子 | 參議院 自由民主黨 （額賀派）   | 海洋政策、領土問題擔當 情報通信技術（IT）政策擔當 酷日本戰略擔當         | 初入閣 |
| 內閣府特命擔當大臣 （經濟財政政策擔當）                                                        |      | 甘利明     | 眾議院 自由民主黨 （無派閥）   | 經濟再生擔當 社會保障、税一体改革擔當 內閣總理大臣臨時代理 就任順位第3位 | 留任   |
| 內閣府特命擔當大臣 （少子化對策擔當） （男女共同參與擔當）                                     |      | 加藤勝信   | 眾議院 自由民主黨 （額賀派）   | 一億總活躍擔當 女性活躍擔當 再挑戰擔當 綁架問題擔當 國土強韌化擔當       | 初入閣 |
| 內閣府特命擔當大臣 （國家戰略特別區域擔當）                                                    |      | 石破茂     | 眾議院 自由民主黨 （石破派）   | 地方創生擔當 內閣總理大臣臨時代理 就任順位第4位                          | 留任   |
| 國務大臣                                                                                       |      | 遠藤利明   | 眾議院 自由民主黨 （谷垣集團） | 東京奧林匹克運動會及 東京殘疾人奧林匹克運動會擔當                        | 留任   |

- 2015年10月7日任命[2][3]。

## 內閣官房副長官、內閣法制局長官
| 職務           | 姓名       | 所属等                       |
| -------------- | ---------- | ---------------------------- |
| 內閣官房副長官 | 萩生田光一 | 眾議院／自由民主黨（細田派） |
| 內閣官房副長官 | 世耕弘成   | 參議院／自由民主黨（細田派） |
| 內閣官房副長官 | 杉田和博   | 前內閣危機管理監             |
| 內閣法制局長官 | 橫畠裕介   | 前內閣法制次長               |

- 世耕弘成、杉田和博、橫畠裕介都是第三次安倍內閣再任[2][3]。

## 內閣的活動

### 負利率政策
1月29日日銀導入了負利率政策。

### 行政事業評論
2015年11月11日，驗證中央省廳的預算用途的行政事業評論開始了。

## 腳註及參考
1. ↑  データで見る第3次安倍改造內閣 的存檔，存档日期2015-10-07.NHK
2. 1 2  菅義偉官房長官が閣僚名簿を発表 （页面存档备份，存于）產經新聞
3. 1 2  第3次安倍改造內閣 閣僚等名簿 （页面存档备份，存于）首相官邸
4. ↑  「マイナス金利付き量的・質的金融緩和」の導入 （页面存档备份，存于）日本銀行
5. ↑  気負う河野氏、予算反映は？＝官邸とは温度差も－行政事業レビュー （页面存档备份，存于） 時事通信 2015年11月11日